# Spathagnathus
Spathagnathus (що означає «лопаткоподібна щелепа») — рід ктенохазматидних птерозаврів з пізньоюрського Зольнгофенського вапняку в Німеччині. Тип і єдиний вид — Spathagnathus roeperi, відомий за однією щелепною кісткою. Це найстаріший відомий представник Gnathosaurinae та другий птерозавр з кар'єру Брунн у Зольнгофені після рамфоринхіда Bellubrunnus. Вважається, що унікальна анатомія зубів таксона вказує на раціон, що складався з жорсткої здобичі з твердим панциром.
У 1993 році Сімона Каульфусс, Марен Зендельбах та Андреас Гайнер, студенти Школи підготовчої техніки-асистентів у Бохумі, виявили у крейдяному кар'єрі Брунна морду птерозавра. Починаючи з 1993 року, у кар'єрі систематично проводилися розкопки під керівництвом Мартіна Репера та Моніки Ротгенгер. Знахідки птерозаврів були рідкісними, за винятком типового екземпляра Bellubrunnus. Скам'янілість рила була отримана Баварською державною зборами палеонтології та геології в Мюнхені. Після підготовки його було попередньо описано Олівером Раухутом та його колегами у 2017 році. Ці автори дійшли висновку, що зразок представляє новий вид, ймовірно, представника родини Gnathosaurinae, і що його назва буде надана в пізнішій публікації.
У 2025 році типовий вид Spathagnathus roeperi був названий та описаний Александрою Е. Фернандес, Гельмутом Тішлінгером, Монікою Ротгенгер та Олівером Вальтером Мішею Раухутом. Назва роду походить від латинського spatha, «лопатка», що вказує на форму морди, та грецького gnathos, «щелепа». Видова назва дається на честь покійного Мартіна Репера, колишнього директора музею Бюргермайстера-Мюллера в Зольнгофені.